# Bataille de Croix-Bataille
Guerre de Vendée
Batailles
La bataille de Croix-Bataille se déroule lors de la Virée de Galerne pendant la guerre de Vendée.

## Prélude
L'armée catholique et royale venait de prendre Laval. Dans la nuit du 25 octobre 1793, les troupes de François-Joseph Westermann et de Michel de Beaupuy firent leur jonction à Château-Gontier, elles précédaient le gros de l'armée républicaine commandée par Jean-Baptiste Kléber et François Séverin Marceau. Malgré l'épuisement de ses soldats et les objections de Beaupuy qui préconisait d'attendre le gros des troupes, Westermann voulut immédiatement passer à l'attaque.

## La bataille
Arrivé pendant la nuit devant Laval, Westermann envoya le capitaine Hauteville effectuer une mission de reconnaissance. Mais ce mouvement donna l'éveil aux Vendéens qui battirent la générale et sortirent de la ville à la rencontre des Bleus.
Westermann eut à peine le temps de faire déployer ses troupes sur la lande de Croix-Bataille que les Vendéens passaient déjà à l'attaque. Rapidement la cavalerie prit la fuite et jeta le désordre dans les rangs républicains. Un détachement de Vendéens et de Chouans menés par Aimé Picquet du Boisguy prit les républicains à revers, cela acheva de mettre ces derniers en déroute. Totalement submergés par le nombre, ils se replièrent jusqu'à Château-Gontier.
Le lendemain de la bataille, le gros de l'armée républicaine rejoignit Westermann à Château-Gontier. L'action de Westermann provoqua la colère de Kléber, celui-ci décida par la suite de suspendre la poursuite afin de donner deux jours de repos à la troupe qui était harassée.

## Pertes
Les pertes vendéennes sont inconnues et celles des Républicains ne sont pas connues avec précision. Selon Yves Gras, ces derniers laissent 1 600 hommes sur le terrain. Selon les représentants en mission, les pertes se limitent seulement à quelques blessés. Cependant, Charles-Jacques Lauron, lieutenant de l'armée de Mayence, rapporte dans une lettre à sa femme : « Nous avons eu plus de 600 à 700 blessés à cette affaire ; nous ne savons pas le nombre des morts, ayant perdu le champ de bataille. »